# Jakob Walder
Jakob Walder (* 25. Juni 1854 in Glattfelden; † 23. Februar 1915 ebenda) war ein Schweizer Beamter und Politiker.

## Leben

### Familie
Jakob Walder war der Sohn des Kleinbauern Rudolf Walder und von dessen Ehefrau Elisabeth (geb. Waser).
Seit 1877 war er mit Elisabeth Rosina, der Tochter des Kappenmachers Hans Jakob Schärrer, verheiratet.

### Werdegang
Nach dem Besuch der Sekundarschule in Eglisau absolvierte Jakob Walder eine Lehre in einer Weberei in Glattfelden.
Von 1876 bis 1887 war er, anfangs als Kanzlist und später als Gemeinderatschreiber, in Glattfelden tätig, bevor er von 1882 bis 1888 Betreibungsbeamter, von 1888 bis 1899 Bezirksratsschreiber und von 1899 bis zu seinem Tod Bezirksstatthalter in Bülach war.

### Politisches und gesellschaftliches Wirken
Jakob Walder war von 1882 bis 1888 freisinniger Gemeindepräsident in Glattfelden und von 1882 bis 1911 Zürcher Kantonsrat.
Seit dem 1. Dezember 1902 war er, als Nachfolger von Heinrich Kern, Mitglied der radikal-demokratischen Fraktion im Nationalrat.
Zunächst wollte er mittels einer Motion, die er 1891 eingebrachte, das Wahlrecht zum Kantonsparlament zugunsten der Landbevölkerung ändern, doch wurde sie im Kantonsrat 1893 abgelehnt. Darauf griff er zum Mittel der Volksinitiative, die schliesslich erfolgreich war, sodass ab 1894 die Vertreterzahl pro Wahlkreis nicht mehr aufgrund der Gesamtbevölkerung, sondern aufgrund der Schweizer Bürger berechnet wurde, was die Stadtbevölkerung benachteiligte.
Er gründete 1898 die Genossenschaft der Gemeindeelektrizitätsversorgung sowie die Gemeinde- und Schulsparkasse Glattfelden und wirkte als führende Persönlichkeit im Zürcher Bauernbund und im Schweizerischen Bauernverband.